# Edgar Rice Burroughs
Edgar Rice Burroughs (n. 1 septembrie 1875, Chicago, Illinois, SUA – d. 19 martie 1950, Los Angeles, California, SUA) a fost un scriitor american, cunoscut pentru crearea eroului junglei Tarzan, dar și pentru crearea aventurierul eroic de pe Marte John Carter, deși el a scris lucrări în mai multe genuri. 

## Biografie
Burroughs este bine cunoscut ca fiind creatorul faimosului personaj Tarzan, unul dintre imaginile indispensabile ale literaturii populare. Burroughs a mai publicat și science fiction și literatura polițistă. Criticii considerau scrierile lui Burroughs ca fiind scrise într-un stil neșlefuit, totuși și astăzi operele sale sunt citite pe scară largă. 
Burroughs s-a născut în Chicago, Illinois pe data de 1 septembrie 1875. Tatăl său, George Tyler Burroughs, era veteran al Războiului Civil. Burroughs a urmat câteva școli, inclusiv Academia Militară din Michigan. A fost încorporat în Cavaleria a 7-a în Arizona (1896-1897) și Forțele de Rezervă din Illinois (1918-1919). După scurta carieră militară, E.R. Burroughs a fost proprietarul unui magazin în Pocatello, Idaho (1898), iar în 1900 s-a căsătorit cu Emma Centennia Hulbert, de care a divorțat în 1934. 
Înainte de Tarzan, Burroughs a avut o viață plină de eșecuri. Punctul de cotitură a fost momentul în care a început să scrie pentru reviste de ficțiune (Pulp magazines), la vârsta de 35 de ani. Prima sa scriere comercială a fost "Under the Moons of Mars" ("Sub lunile lui Marte"), publicată în serial în 1912 și care introducea eroul invincibil John Carter, ce este transportat către Marte, aparent prin proiecție astrală, în urma bătăliei împotriva apașilor, în Arizona. În final, seria "Marte" a atins 11 volume. 
Burroughs a creat în total 68 titluri, toate făcând parte din serii populare. Titlul de referință a lui Burroughs, "Tarzan", a apărut în 1912, fiind urmat de încă 24 de aventuri ale lui Tarzan. În 1913 a fondat propria sa editură, Edgar Rice Burroughs, Inc. iar în 1934 Burroughs-Tarzan Enterprises și Burroughs-Tarzan Pictures. 
Pe lângă cele 4 serii majore, Burroughs a mai scris câteva romane între anii 1912-1933, printre care "The Cave Girl" ("Fata Cavernelor"), în care un aristocrat devine luptător, două romane Western despre apași - "The War Chief" ("Căpetenia", 1927) și "Apache Devil" ("Diavolul Apaș", 1933), în care își exprimă simpatia față de nativii americani, și "Beyond the Farthest Star" ("Dincolo ce cea mai îndepărtată stea", 1964), un roman science fiction despre brutalitatea războiului. Romanele SF ale lui Burroughs sunt pline de simțul aventurii, purtându-l pe cititor în lumi îndepărtate și necunoscute. "The Land that Time Forgot" ("Lumea uitată de timp", 1924) este o poveste darwinistă plasată pe o insulă misterioasă în apropierea Polului Sud, unde dinozaurii și alte specii primitive au supraviețuit. 
În 1933, Edgar Rice Burroughs a fost ales primar în California Beach. S-a recăsătorit în 1935 cu Florence Dearholt de care a divorțat în 1942. În timpul celui de-al Doilea Război Mondial a fost corespondent de război (la vârsta de 66 de ani) în Pacificul de Sud. A murit in urma unui infarct pe data de 19 martie 1950.

### SeriaBarsoom
1. A Princess of Mars (1912)
2. The Gods of Mars (1913)
3. The Warlord of Mars (1914)
4. Thuvia, Maid of Mars (1916)
5. The Chessmen of Mars (1922)
6. The Master Mind of Mars (1927)
7. A Fighting Man of Mars (1930)
8. Swords of Mars (1934)
9. Synthetic Men of Mars (1939)
10. Llana of Gathol (1941)
11. John Carter of Mars (1964)

### SeriaTarzan
1. Tarzan of the Apes (1912)
2. The Return of Tarzan (1913)
3. The Beasts of Tarzan (1914)
4. The Son of Tarzan (1915)
5. Tarzan and the Jewels of Opar (1916)
6. Jungle Tales of Tarzan (povești 1916–1917)
7. Tarzan the Untamed (1919)
8. Tarzan the Terrible (1921)
9. Tarzan and the Golden Lion (1922)
10. Tarzan and the Ant Men (1924)
11. Tarzan, Lord of the Jungle (1927)
12. Tarzan and the Lost Empire (1928)
13. Tarzan at the Earth's Core (1929)
14. Tarzan the Invincible (1930)
15. Tarzan Triumphant (1931)
16. Tarzan and the City of Gold (1932)
17. Tarzan and the Lion Man (1933)
18. Tarzan and the Leopard Men (1932)
19. Tarzan's Quest (1935)
20. Tarzan the Magnificent (1936)
21. Tarzan and the Forbidden City (1938)
22. Tarzan and the Foreign Legion (1947)
23. Tarzan and the Tarzan Twins (1963)
24. Tarzan and the Madman (1964)
25. Tarzan and the Castaways (1965)
26. Tarzan: The Lost Adventure (1995, versiune rescrisă din 1946)

### SeriaPellucidar
1. At the Earth's Core (1914)
2. Pellucidar (1915)
3. Tanar of Pellucidar (1929)
4. Tarzan at the Earth's Core (1929)
5. Back to the Stone Age (1937)
6. Land of Terror (1944, scris în 1939)
7. Savage Pellucidar (1963, povești din 1942)

### SeriaVenus
1. Pirates of Venus (1932)
2. Lost on Venus (1933)
3. Carson of Venus (1938)
4. Escape on Venus (1946, povești din 1941-1942)
5. The Wizard of Venus (1970, scris în 1941)

### SeriaCaspak
1. The Land That Time Forgot (1918)
2. The People That Time Forgot (1918)
3. Out of Time's Abyss (1918)

### SeriaMoon
- Part I: The Moon Maid (1923)
- Part II: The Moon Men (1925)
- Part III: The Red Hawk (1925)[5]

### SeriaMucker
- The Mucker (1914)
- The Return of the Mucker (1916)
- The Oakdale Affair (1918)

### Science fiction
- The Monster Men (1913)
- The Lost Continent (1916)
- The Resurrection of Jimber-Jaw (1937)
- Beyond the Farthest Star (1942)

### Romane de aventură
- The Cave Girl (1913)
- The Eternal Lover (1914)
- The Man-Eater (1915)
- The Lad and the Lion (1917)
- Jungle Girl (1931)

### Romane western
- The Bandit of Hell's Bend (1924)
- The War Chief (1927)
- Apache Devil (1933)
- The Deputy Sheriff of Comanche County (1940)

### Romane istorice
- The Outlaw of Torn (1914)
- I am a Barbarian (1967; scris în 1941)

### Alte lucrări
- Minidoka: 937th Earl of One Mile Series M (1998; scris în 1903)
- The Mad King (1914)
- The Girl from Farris's (1916)
- The Rider (1918)
- The Efficiency Expert (1921)
- The Girl from Hollywood (1922)
- Marcia of the Doorstep (1924)
- You Lucky Girl! (1927)
- Pirate Blood (1970)
- Forgotten Tales of Love and Murder (2001)
- Brother Men (2005)